# Distrikt Milpuc
Der Distrikt Milpuc liegt in der Provinz Rodríguez de Mendoza in der Region Amazonas in Nord-Peru. Der Distrikt wurde am 31. Oktober 1932 gegründet. Er besitzt eine Fläche von 42,9 km². Beim Zensus 2017 wurden 469 Einwohner gezählt. Im Jahr 1993 lag die Einwohnerzahl bei 768, im Jahr 2007 bei 671. Sitz der Distriktverwaltung ist die 1668 m hoch gelegene Ortschaft Milpuc mit 265 Einwohnern (Stand 2017). Milpuc befindet sich 12,5 km südsüdöstlich der Provinzhauptstadt Mendoza.

## Geographische Lage
Der Distrikt Milpuc befindet sich in der peruanischen Zentralkordillere südzentral in der Provinz Rodríguez de Mendoza. Der Río Guambo fließt entlang der östlichen Distriktgrenze nach Süden. Dessen rechter Nebenfluss Río Shocol fließt abschnittsweise entlang der südwestlichen Distriktgrenze nach Osten.
Der Distrikt Milpuc grenzt im Westen an den Distrikt Totora, im Nordwesten an den Distrikt Santa Rosa, im Norden an den Distrikt Omia sowie im Osten und im Süden an den Distrikt Chirimoto.

## Ortschaften
Neben dem Hauptort gibt es im Distrikt folgende größere Ortschaften:
- Chontapampa